# Нония Пола
Нония Пола (на латински: Nonia Polla) е римлянка от 1 век пр.н.е. и 1 век.

## Биография
Произлиза от фамилията Нонии, клон Нонии Аспренат (Nonii Asprenates) и е близка роднина на император Тиберий.
Омъжва се за Луций Волузий Сатурнин (суфектконсул 12 пр.н.е.). Той е брат на Волузия Сатурнина, която е майка на Лолия Павлина, третата съпруга на император Калигула и на Лолия Сатурнина, съпруга на консула Децим Валерий Азиатик. Двете сестри са прочути с красотата и грацията си.
Нония Пола е майка на дъщеря Волузия, която се омъжва за мъж с името Корнелий и на син Луций Волузий Сатурнин (суфектконсул 3 г.). Синът ѝ е женен за Корнелия. Неговите два сина са Луций Волузий Сатурнин (понтифекс) и Квинт Волузий Сатурнин (консул 56 г.).